# Ісмаель Наварро
Ісмаель Наварро Санчес (ісп. Ismael Navarro Sánchez; нар. 15 серпня 1985) — іспанський борець греко-римського стилю, чемпіон та бронзовий призер Середземноморських чемпіонатів.

## Життєпис
Боротьбою почав займатися з 1998 року.
Виступав за спортивний клуб «Прінсіпес Будокан» Пальма. Тренер — Вісенте Лілло (з 2007).

## Спортивні результати на міжнародних змаганнях

### Виступи на Чемпіонатах світу
| Змагання                        | Збірна  | Вагова категорія                 | Місце |
| ------------------------------- | ------- | -------------------------------- | ----- |
| Чемпіонат світу з боротьби 2009 | Іспанія | греко-римська боротьба, до 66 кг | 32    |
| Чемпіонат світу з боротьби 2010 | Іспанія | греко-римська боротьба, до 66 кг | 32    |
| Чемпіонат світу з боротьби 2011 | Іспанія | греко-римська боротьба, до 66 кг | 32    |
| Чемпіонат світу з боротьби 2013 | Іспанія | греко-римська боротьба, до 66 кг | 32    |
| Чемпіонат світу з боротьби 2014 | Іспанія | греко-римська боротьба, до 66 кг | 32    |
| Чемпіонат світу з боротьби 2015 | Іспанія | греко-римська боротьба, до 66 кг | 17    |
| Чемпіонат світу з боротьби 2017 | Іспанія | греко-римська боротьба, до 71 кг | 32    |

### Виступи на Чемпіонатах Європи
| Змагання                         | Збірна  | Вагова категорія                 | Місце |
| -------------------------------- | ------- | -------------------------------- | ----- |
| Чемпіонат Європи з боротьби 2006 | Іспанія | греко-римська боротьба, до 66 кг | 22    |
| Чемпіонат Європи з боротьби 2007 | Іспанія | греко-римська боротьба, до 66 кг | 18    |
| Чемпіонат Європи з боротьби 2009 | Іспанія | греко-римська боротьба, до 66 кг | 15    |
| Чемпіонат Європи з боротьби 2011 | Іспанія | греко-римська боротьба, до 66 кг | 23    |
| Чемпіонат Європи з боротьби 2014 | Іспанія | греко-римська боротьба, до 71 кг | 20    |
| Чемпіонат Європи з боротьби 2017 | Іспанія | греко-римська боротьба, до 71 кг | 23    |

### Виступи на Європейських іграх
| Змагання              | Збірна  | Вагова категорія                 | Місце |
| --------------------- | ------- | -------------------------------- | ----- |
| Європейські ігри 2015 | Іспанія | греко-римська боротьба, до 66 кг | 14    |

### Виступи на Середземноморських чемпіонатах
| Змагання                                     | Збірна  | Вагова категорія                 | Місце  |
| -------------------------------------------- | ------- | -------------------------------- | ------ |
| Середземноморський чемпіонат з боротьби 2015 | Іспанія | греко-римська боротьба, до 66 кг | Бронза |
| Середземноморський чемпіонат з боротьби 2016 | Іспанія | греко-римська боротьба, до 71 кг | Золото |

### Виступи на Середземноморських іграх
| Змагання                    | Збірна  | Вагова категорія                 | Місце |
| --------------------------- | ------- | -------------------------------- | ----- |
| Середземноморські ігри 2009 | Іспанія | греко-римська боротьба, до 66 кг | 5     |
| Середземноморські ігри 2013 | Іспанія | греко-римська боротьба, до 66 кг | 11    |

### Виступи на інших змаганнях
| Змагання                                                        | Збірна  | Вагова категорія                 | Місце  |
| --------------------------------------------------------------- | ------- | -------------------------------- | ------ |
| Тор Мастерс 2009                                                | Іспанія | греко-римська боротьба, до 66 кг | Срібло |
| Тор Мастерс 2010                                                | Іспанія | греко-римська боротьба, до 66 кг | 4      |
| Гран-прі Німеччини з боротьби 2010                              | Іспанія | греко-римська боротьба, до 66 кг | 17     |
| Тор Мастерс 2011                                                | Іспанія | греко-римська боротьба, до 66 кг | 4      |
| Гран-прі Іспанії з боротьби 2011                                | Іспанія | греко-римська боротьба, до 66 кг | 23     |
| Меморіал Іона Корнеану 2011                                     | Іспанія | греко-римська боротьба, до 66 кг | Бронза |
| Олімпійський кваліфікаційний турнір з боротьби 2012 (Тайюань)   | Іспанія | греко-римська боротьба, до 66 кг | #Н/Д   |
| Олімпійський кваліфікаційний турнір з боротьби 2012 (Гельсінкі) | Іспанія | греко-римська боротьба, до 66 кг | 16     |
| Гран-прі Іспанії з боротьби 2012                                | Іспанія | греко-римська боротьба, до 74 кг | 7      |
| Гран-прі Іспанії з боротьби 2013                                | Іспанія | греко-римська боротьба, до 66 кг | 7      |
| Кубок Владислава Пітласинські 2013                              | Іспанія | греко-римська боротьба, до 66 кг | 21     |
| Гран-прі Іспанії з боротьби 2014                                | Іспанія | греко-римська боротьба, до 66 кг | Золото |
| Кубок Хапаранди з боротьби 2014                                 | Іспанія | греко-римська боротьба, до 75 кг | 4      |
| Гран-прі Іспанії з боротьби 2015                                | Іспанія | греко-римська боротьба, до 66 кг | 5      |
| Кубок Владислава Пітласинські 2015                              | Іспанія | греко-римська боротьба, до 66 кг | 28     |
| Кубок Хапаранди з боротьби 2015                                 | Іспанія | греко-римська боротьба, до 66 кг | Срібло |
| Гран-прі Парижа з боротьби 2016                                 | Іспанія | греко-римська боротьба, до 71 кг | Бронза |
| Олімпійський кваліфікаційний турнір з боротьби 2016 (Стамбул)   | Іспанія | греко-римська боротьба, до 66 кг | 13     |
| Турнір Дана Колова — Николи Петрова 2017                        | Іспанія | греко-римська боротьба, до 71 кг | 13     |
| Турнір Дана Колова — Николи Петрова 2018                        | Іспанія | греко-римська боротьба, до 77 кг | 18     |
| Турнір міста Сассарі з боротьби 2018                            | Іспанія | греко-римська боротьба, до 77 кг | 6      |

### Виступи на змаганнях молодших вікових груп
| Змагання                                       | Збірна  | Вагова категорія                 | Місце |
| ---------------------------------------------- | ------- | -------------------------------- | ----- |
| Чемпіонат світу з боротьби серед юніорів 2003  | Іспанія | греко-римська боротьба, до 66 кг | 32    |
| Чемпіонат Європи з боротьби серед юніорів 2004 | Іспанія | греко-римська боротьба, до 66 кг | 22    |
| Чемпіонат світу з боротьби серед юніорів 2005  | Іспанія | греко-римська боротьба, до 66 кг | 31    |
| Чемпіонат Європи з боротьби серед юніорів 2005 | Іспанія | греко-римська боротьба, до 66 кг | 5     |